# Konstnärshuset

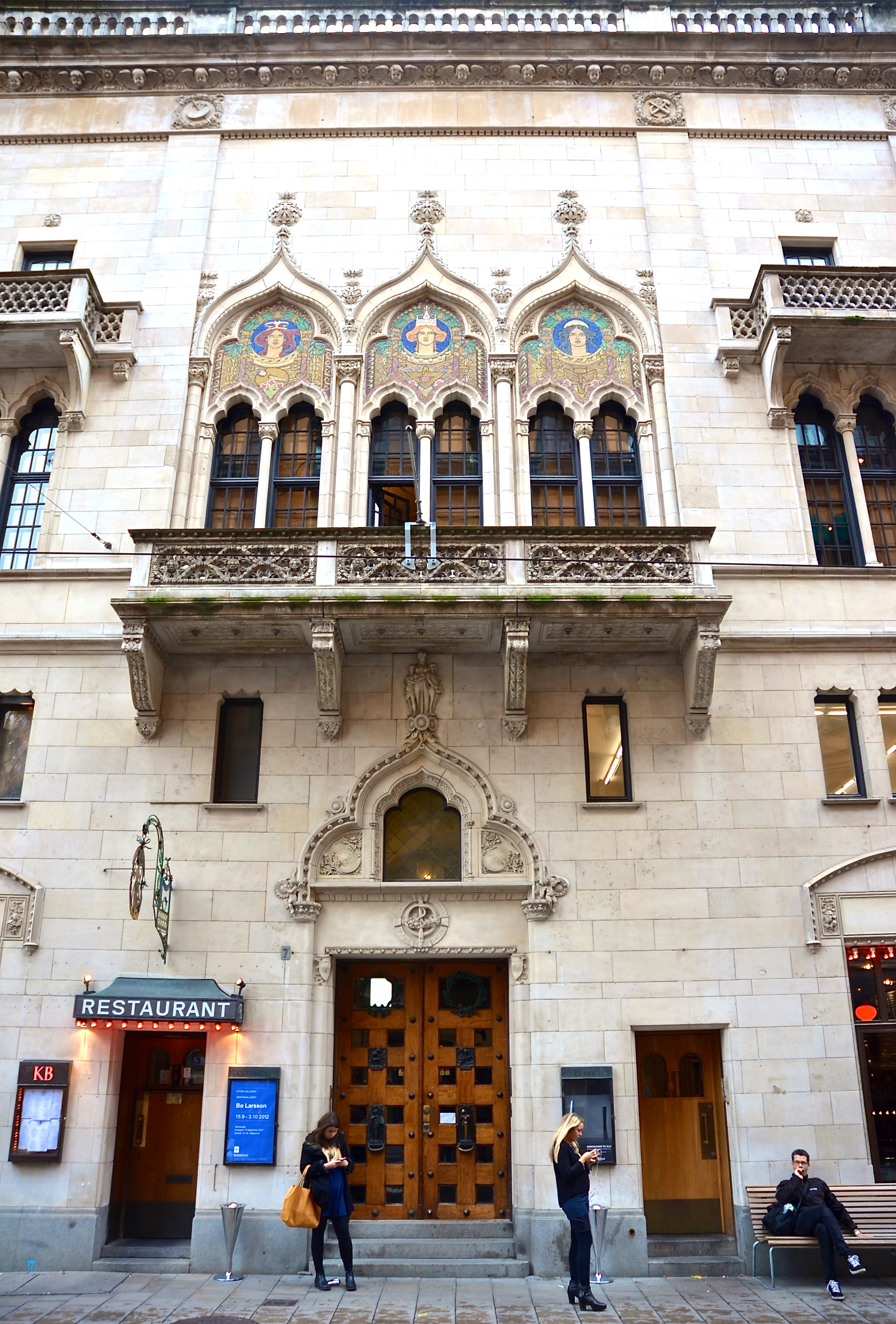
Konstnärhuset, Stockholm

Konstnärshuset (littéralement Maison des artistes) est un bâtiment du quartier Norrmalm au centre de Stockholm, en Suède. Il appartient à l'Association des artistes suédois (Svenska konstnärernas förening) et est utilisé comme galerie d'art,.

## Histoire
Conçu par Ludvig Petersen, le bâtiment a été achevé en 1898 et inauguré le 7 janvier 1899. Le restaurant Konstnärsbaren a été restauré en 1931, sous la conception de l'architecte Björn Hedvall (1889-1982) : il comporte une salle à manger, d'un bar et d'une salle de banquet décorée de peintures murales datant de la rénovation de 1931,.
Le peintre Carl Larsson (1853–1919) fut le premier président de l'Association des artistes, à qui appartient le bâtiment.

## Description
La façade donnant sur la rue est en calcaire de Portland avec des détails complexes, notamment des ouvertures murales, une balustrade de couronnement, des fenêtres à feuilles de trèfle et des mosaïques. L'architecture s'inspire des tendances italiennes et espagnoles du XVIe siècle. L'intérieur comprend le hall d'entrée, un escalier et la salle d'exposition richement stuquée. Le bâtiment abrite une collection d'œuvres d'art. L'ensemble de l'édifice est décoré par les œuvres d'artistes et d'artisans célèbres. Les petits reliefs sur les portes d'entrée ont été créés par le peintre Gustaf Theodor Wallén.

## Documents
- Dag Widman : (1999) Konstnärernas hus - en mötesplats under 100 år (Byggförlaget, Stockholm) (ISBN 91-7988-174-2)